# Hans Schiff (Redakteur)
Hans Schiff (* 30. April 1896 in Karlsruhe; † 8. Dezember 1937 in Butowo) war ein deutscher Kommunist und deutsch-sowjetischer Journalist.

## Biografie

### Familie
Hans Schiff stammte aus einer bürgerlichen jüdischen Familie. Seine Eltern waren Ludwig (1864–1939), Ingenieur, und Anita Schiff (1874–1953), geb. Sandkuhl. Hans hatte sieben Geschwister: Klara Grothmann (1897–1987), Ludwig (1899–1994), Edmund (1904–1942), Anita Victoria Dangers (1915–1987), Hermine Uffrecht (1898–1961), Hermann (1902–1949) und Peter (1908–1971). Hans Schiff war zweimal verheiratet. Seine erste Lebensgefährtin war Annelise Ammann (1892–?), mit der er den Sohn Gerhard (1919–1942) hatte. 1932 heiratete er Elizabeth (Else) Poberezkin (1910–1999).

### Beruf, Politik und Haft
Hans Schiff war Mitglied in der Wandervogel-Bewegung. 1913 begann er eine Tischlerlehre, meldete sich bei Kriegsbeginn 1914 als Kriegsfreiwilliger. Bis Kriegsende wurde er Flugzeugführer und Offizier. Im Dezember 1918 wurde er Mitglied des Spartakusbundes, der FSJ, 1919 der KPD. Im Sommersemester 1919 begann er ein Studium an der Münchener Universität, hörte Vorlesungen bei Max Weber und beteiligte sich am „Revolutionären Hochschulrat“. Aufgrund seiner Teilnahme an den Märzkämpfen in Mitteldeutschland wurde er am 19. Juli 1921 wegen „Verstoßes gegen die öffentliche Ordnung“ vom Volksgericht München zu drei Jahren und 15 Tagen Festung verurteilt.
Seine Haft verbüßte er auf der Festung Niederschönenfeld, berüchtigt für die harte Behandlung der politischen Gefangenen. Auch Schiff fand sich mehrere Male in Einzel- und Dunkelhaft wieder, die Heirat seiner Lebensgefährtin Annelise im Gefängnis wurde ihm abgeschlagen. Seine Mithäftlinge waren meist verurteilte Politiker der Münchener Räterepublik, u. a. Erich Wollenberg, Ernst Toller und Erich Mühsam, der sich in seinen Tagebüchern erinnerte: „...gestern wurde der Genosse Schiff eingeliefert, der vor einigen Tagen zu 3 Jahren verurteilte Führer der kommunistischen Jugendbewegung in München...und macht einen klugen Eindruck.“ Der erste Eindruck hält nicht an: „Es wäre nicht das erste Beispiel von der Auffassung in die Arbeiterbewegung versprengter Bourgeoissprößlinge, möglichst unmanierliches Benehmen sei „proletarisch“.“ Am 19. Oktober 1922 charakterisierte er ihn als „leeren Blender Schiff“.   Mit der Zeit gewöhnte sich Schiff an die extremen Verhältnisse in Haft und versuchte die Zeit nach der Haft zu organisieren: „Schiff hat in Mexiko eine Anstellung als Flugzeugführer fest. Er hat daraufhin seine Entlassung in so sichere Aussicht gestellt bekommen, daß ihn die Verwaltung selber veranlaßte, seine Bücher und alles überflüssige Gepäck heimzuschicken.“ Die Münchener Polizei weigerte sich allerdings, die erforderlichen Reisepapiere auszustellen, was für Hans Schiff und seine Frau eine große Enttäuschung und Rückschlag für die eigene Lebensplanung darstellte.  Wie Erich Mühsam in seinen Tagebüchern deutlich macht, blieben die Gedanken und Hoffnungen der Häftlinge auf die Entlassung gerichtet.
Vier Wochen Haft wurden Hans Schiff erlassen, als Vater und Großmutter schwere Krankheiten durchmachten. Mühsam sah ihn so:
„Ein sehr gutherziger Kerl, aber ein großer Nerventrampel. Ich nannte Hans Schiff gern unser „Hans Dampf-Schiff“. Er hat sich seinerzeit an den Stänkereien der Gruppe Wuchtig eifrig beteiligt, aber, das will ich ihm nicht vergessen, er hat getreulich alles zurückgenommen und sich mir dann als anständiger Kamerad bewährt.“ Später ergänzte er mit seinem satirischen Humor: „Das ist ja gewiß ein ganz guter Kerl, aber ein Mensch, der nicht imstande ist, im Gespräch eine Äußerung, eine Ansicht eines andern selbst unmittelbar, nachdem er sie gehört hat, richtig zu rekapitulieren. Ich habe einmal in seiner Gegenwart meinen Freunden hier im Scherz gesagt: Wenn ich gestorben sein werde, verhindert um des Himmels Willen, daß Hans Schiff Reminiszenzen über mich veröffentlicht. Ich dementiere schon jetzt jedes Wort, das er mir in den Mund legt. Er hat mich bestimmt in allem falsch verstanden.“
Nachdem er zuerst Automechaniker in Berlin war, arbeitete er von 1926 bis 1930 in verschiedenen Redaktionen der Parteipresse, unter anderem bei der Roten Fahne im Feuilleton.

### Exil
1930 verließ er Deutschland nach weiterer Haft und emigrierte in die Sowjetunion. Dort fand er zuerst Arbeit im Komintern-Apparat. 1932 wurde er Mitglied der KPdSU (B). Er versuchte seine Qualifikation durch ein Studium an der Kommunistischen Hochschule der nationalen Minderheiten des Westens zu verbessern. 1935 arbeitete er bei der deutschsprachigen Zeitung „Das neue Dorf“ in Charkiw, danach war er stellvertretender Leiter für Inlandsinformation der Deutschen Zentral-Zeitung.

### Hans Schiff im „Großen Terror“

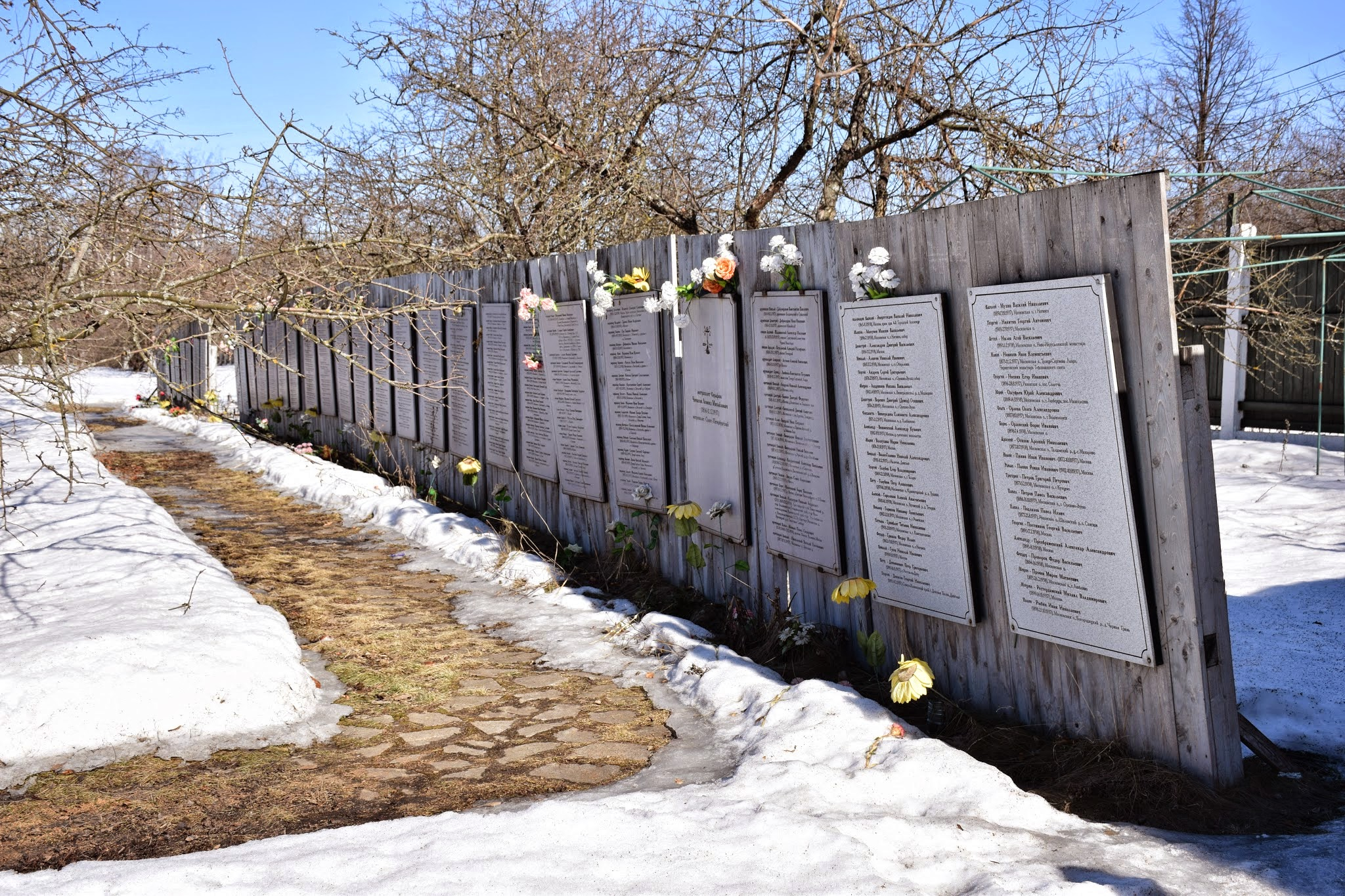
Opferlisten in Butowo

„Eine menschenfeindliche, weil persönlichkeitsnegierende und auf Misstrauen fußende, Atmosphäre beherrschte weitgehend die kommunistischen Parteien der 30er Jahre[…] Denunziation zum Beweis der Zuverlässigkeit eines Parteimitglieds. Verleumdungen waren an der Tagesordnung.“ Auch Hans Schiff arbeitete mit dem NKWD zusammen.
Das nützte ihm nichts. Am 30. August 1937 wurde Hans Schiff während des Großen Terrors vom NKWD auf der Grundlage des NKWD-Befehls 00447 verhaftet. „Nach uns vorliegenden Angaben ist Schiff ein verdeckter Trotzkist, war Teilnehmer der von uns liquidierten trotzkistisch-terroristischen Gruppe Wollenbergs.“ schrieb der NKWD am 2. September an den Moskauer Gebietsparteichef Chruschtschow, der zur Mitarbeit bei der Umsetzung des Befehls 00447 verpflichtet war. Die Antwort lautete knapp: „Dafür. Chruschtschow.“ Die Anklage war stereotype Fiktion, die die „zum Terrorinstrument pervertierten sogenannten Sicherheitsorgane und die in deren Dienst stehende Pseudojustiz“ als Muster benutzte. Nach Folter wurde Hans Schiff am 30. November verurteilt und am 8. Dezember in Butowo hingerichtet.
1964 wurde das Urteil aufgehoben.